# Grundlagenwissenschaft
Als Basis-, Fundamental- oder Grundlagenwissenschaft werden jene Wissenschaften bezeichnet, die für ein Studienfach die wissensmäßigen oder philosophischen Voraussetzungen bilden.
Heute gehen die Meinungen darüber, welche der Themen- und Fachgebiete zu den Grundlagen eines Studiums oder einer adäquaten Ausbildung gehören, weit auseinander. Vier Gründe tragen dazu bei:
1. die Wirkung finanzieller Engpässe und gesellschaftspolitischer Konflikte
2. die Frage der Grundlagenforschung, die an den Hochschulen zugunsten der Angewandten Forschung zunehmend ins Hintertreffen gerät (nicht nur wegen budgetärer Nöte)
3. die breite Aufsplitterung der früher kompakteren Fachgebiete
4. die Verlagerung mancher, insbesondere technisch anwendbarer Spitzenforschung in die Industrie. Gleichzeitig üben die oft breit fundierten wissenschaftlichen Akademien gegenüber den Hochschulinstituten nur ein geringes Maß an Lehre aus und können daher auf die nächste Forschergeneration weniger prägend wirken.

## Grundlagenwissen in Antike und Mittelalter
In der Antike wurde der Rahmen der Grundlagenwissenschaften u. a. durch die Platonische Akademie geprägt, an der die Logik, Rhetorik und Mathematik eine große Bedeutung hatten. Über dem Eingang zum „Akademia-Hain“ stand μηδεῖς εἴσιτοω ἀγεομὲτρικος: „Kein der Geometrie Unkundiger soll hier eintreten!“ Der Studienplan umfasste die naturwissenschaftlichen Gebiete der Astronomie, Biologie und Mathematik, sowie die Philosophie (eher im allg. Sinn) und die politische Theorie. Daraus lässt sich schließen, dass Platon neben der Logik, der Argumentation und der Geometrie/Mathematik auch die Kunst voraussetzte, sich selbst zu motivieren, und Grundkenntnisse der Philosophie.

### Platon und Aristoteles versus Sophismus
Platon wandte sich gegen die Auffassung der Sophisten, welche die Philosophie als verfügbares Wissen, als Ware ansahen, die man an Schüler weitergeben kann – wozu auch unsere Zeit durch zunehmende Kurse und Regulierung der Lehrpläne tendiert. Für Platon war Philosophie ein lebenslanges Sich-Bemühen um Wissen, aber keineswegs um sich für den Arbeitsmarkt zu qualifizieren. Schon für Sokrates war das Forschen, Prüfen und Widerlegen im Gespräch eine Voraussetzung und einzuübende Lebenshaltung.
Unter Platon und Aristoteles wurde von jedem Weisheitssuchenden (also Philosoph) erwartet, dass er
1. so viel wie möglich wissen möchte (wissenschaftliche Neugier, ohne dabei die Kenntnis aller Einzelheiten anzustreben);
2. die Schwierigkeiten abschätzen kann, was dem Menschen nicht leicht durchschaubar ist (bei Ignatius von Loyola hat diese Gabe u. a. mit der „Unterscheidung der Geister“ zu tun);
3. In jeder Wissenschaft und Kunst solle jener als der Weisere gelten, der fähig ist, genauer und die Ursachen zu lehren
4. Unter den Wissenschaften ist die, welche „um ihrer selbst (des Wissens) willen“ gesucht wird, in größerem Maße Weisheit als die um eines anderen Zweckes willen gesuchte;
5. Ein weiterer Grundsatz (siehe 1. Weblink) klingt allerdings unserer Zeit näher als die obigen vier:

Die mehr leitende und gebietende Wissenschaft ist mehr Weisheit, denn der Weise (der Meister und Fachmann in einer Kunst) dürfte sich nicht befehlen lassen, sondern müsste seinerseits die Anordnungen treffen. Man kann dies als eine Art „Diktat der Wirtschaft“ auffassen, doch sah die Antike dieses Wissen und die Kennerschaft in seiner reinsten Form nicht poietisch, also kein auf die Produktion von Dingen und Gütern bezogenes praktisches Können, sondern von theoretischer Natur: da es nicht zum äußeren Nutzen gesucht wird, ist es allein frei. Es sei ferner von göttlicher Art, da einerseits ein Gott es am meisten zu besitzen vermag und da es andererseits das Göttliche zum Gegenstand hat – denn Gott gilt allen für eine Ursache und ein Prinzip (siehe auch „Erste Ursache“).

### Mittelalter: Trivium und Quadrivium
„Philosophie ist ein liebevoller Umgang mit der Wahrheit.“ (Dante Alighieri)
Im christlich geprägten Mittelalter wurden vor ein akademisches Studium – für dessen Absolvierung überdies der Besuch mehrerer Universitäten empfohlen war – die Vorstudien des Triviums und des Quadriviums gesetzt. Wie Aristoteles und die antiken Weisheits-Schulen sah man keine Wege zur Philosophie (Wissens-Freude, Liebe am Wissen) ohne die Voraussetzungen der „sieben freien Künste“ (Artes liberales, auch „dialogische Fächer“):
- Grammatik (= Latein),
- Dialektik (= Logik),
- Rhetorik (= Rede- und Briefschreibkunst). Weiters:
- Arithmetik (= die Größen als solche),
- Geometrie (die unbeweglichen Größen),
- Astronomie (teilweise auch Astrologie) und
- Musik(theorie) als Ausdruck der kosmischen Harmonie.

Die ersten drei – das trivium – galten als Grundlagenstudium, während die letzten vier zum weiterführenden Studium (quadrivium) zählten.

### Studien- und akademisches Curriculum
Für ein Studium der Artes liberales reichte die Schulbildung (so vorhanden) meist noch nicht aus. Benötigt wurden u. a. vertiefte Kenntnisse der lateinischen Sprache und der Literatur, die sich viele in den Domschulen erwerben konnten. Einige Jahre mit Bibelstudium, grundlegender Grammatik und der Lektüre von Werken antiker und spätantiker heidnischer wie christlicher Autoren (z. B. Eugippius, Thomas von Aquin) stellten die mittlere Stufe des Unterrichts dar.
Das darauf aufbauende Trivium (Dreiweg) wurde von Isidor von Sevilla (7. Jahrhundert) formuliert. Als „Wortwissen“ war es im Mittelalter das Grundstudium an der Artistenfakultät und schloss zumeist mit dem Bakkalaureat ab.
Das System des Quadriviums (der Vierweg) geht auf Boethius († um 525) und Cassiodor (Institutiones um 560) zurück. Mit dem Magister Artium über dieses „Zahlenwissen“ wurde der Absolvent lehrberechtigt an der Artistenfakultät – was heute eine entfernte Verwandtschaft zum Tutor bzw. Studienassistenten hat.
Etwa 30 % aller Immatrikulierten verließen die Universität als Bakkalaurei, kaum 20 Prozent als Magister. Die verbleibende Hälfte ging, wie sie gekommen war: als simple Scholares ohne Studienabschluss – also den heutigen Studienabbrechern vergleichbar. Von den Magistern blieb ein kleiner Prozentsatz an den Universitäten, als Assistenten und spätere Dozenten.

### Übergang zur Neuzeit
Gegen Ende des 13. Jahrhunderts entwickelten einige Vertreter des „Aristotelismus“ – u. a. Siger von Brabant und Boethius von Dacien – eine neue Ethik bzw. ein philosophisches Lebensideal, beispielsweise in den Schriften De summo bono („Über das höchste Gut“) oder De vita philosophi. Danach besteht das höchste Gut des Menschen (das Glück) im Anwenden des höchsten menschlichen Vermögens, der Vernunft. Unterschieden wird zwischen
- theoretische Vernunft (Erkennen des Wahren)
- praktische Vernunft (Handeln nach dem, was erkannt wurde). Daraus lässt sich
- die geistige Selbstentfaltung ableiten (intellektuelles Betrachten als höchstes Ziel, Glück und Gut des Menschen). Diese Übergangsphase zur Neuzeit nimmt bereits einige Aspekte der Aufklärung und des Bildungsbürgertums vorweg.

## Grundlagenwissen heute
Wie eingangs angemerkt, sind heute die Meinungen, was zum Grundlagenwissen gehört oder gehören sollte, geteilt. Eine eher triviale Auffassung ist, alle jene Fertigkeiten und jenes Wissen dazu zu zählen, das zum erfolgreichen Absolvieren eines Hochschulstudiums erforderlich ist. Gemeinhin sind dies – neben der nötigen Intelligenz und sozialen Reife – zumindest
- eine gewisse Allgemeinbildung und Kritikfähigkeit,
- die Fähigkeit, sich sprachlich geeignet auszudrücken,
- die eigene Motivation und dazugehörige Lerntechnik.
- Wieweit kulturelle und philosophische Voraussetzungen gegeben sein sollen, ist seit der Ergänzung des Humboldtschen Bildungsideals um die Aspekte der direkten Berufsausbildung bereits umstritten.

Dies zeigt sich beispielsweise an der Diskussion zum Fach Latein an den Mittelschulen sowie an den geisteswissenschaftlichen und medizinischen Fakultäten zum Fach Griechisch. Historische Kenntnisse und ein Grundmaß an Rhetorik (siehe auch Vortragstechnik) und Dialektik sind zwar erwünscht, werden aber zu Studienbeginn meist noch nicht als Bedingung gesehen. Mit dem unübersehbaren Trend Grundlagen- ⇒ Angewandte Forschung hat auch die Diskussion über die sog. Orchideenfächer bzw. ihre strukturelle Schwächung zu tun.
Die Technische Universität hat in Sachen Basiswissen einen scheinbar einfacheren Zugang: erforderlich sind logisches Denken, Grundkenntnisse der Mathematik und Physik, sowie (statt des früheren Latein) das Englische. De facto können auch Kenntnisse in der EDV vorausgesetzt werden. Interessanterweise dürften aber viele Studenten ihre geisteswissenschaftlichen Defizite erkennen, wie die Beliebtheit entsprechender Wahlfächer zeigt. Diesbezüglich hat sich der Ausbau der früheren Technischen Hochschulen zu Universitäten vollzogen – d. h. ihre strukturelle Ergänzung um die „Anthropologie“ (Philosophie, Soziologie, Gesprächskultur usw.) und die Wirtschaft.

## Besondere Bedeutungen
In der Informatik  kann der Begriff auch als theoretisches Gebäude verstanden werden. Themen der Informatik wurden in der Vergangenheit zunächst als Spezialgebiete innerhalb anderer wissenschaftlicher Disziplinen behandelt. Seit etwa 1960 hat die Informatik sich jedoch zu einem zusammenhängenden, theoretisch fundierten Gebäude, also zu einer neuen Grundlagenwissenschaft entwickelt, die auf andere Einzelwissenschaften stark ausstrahlt.